# Brug 606
Brug 606 is een vaste brug in Amsterdam Nieuw-West.
De brug is gelegen in de Jan Evertsenstraat en overspant de Burgemeester Cramergracht. Het ontwerp voor dit bouwwerk is afkomstig van Dick Slebos van de Publieke Werken van de Gemeente Amsterdam. Slebos maakte meerdere ontwerpen voor bruggen in deze buurt in en bij de Sloterplas. De brug heeft bakstenen landhoofden en een betonnen overspanning. Beide zijn uitgevoerd in de nieuwe-bouwenstijl. De brug dateert van ongeveer 1959.
De verkeersbrug, zonder openbaar vervoer, verbindt de Jan Evertsenstraat met de rotonde aan de noordoost-oever van de Sloterplas. Van hieruit lopen straten naar het noorden (Burgemeester van de Pollstraat), westen (Noordzijde) en zuiden (Oostoever). In die Oostoever ligt op nog geen 100 meter een andere brug van Slebos, de Conny van Rietschotenbrug (brug 607), waarmee het een landhoofd deelt. Het landhoofd vormt hier de kade van de Burgemeester Cramergracht.

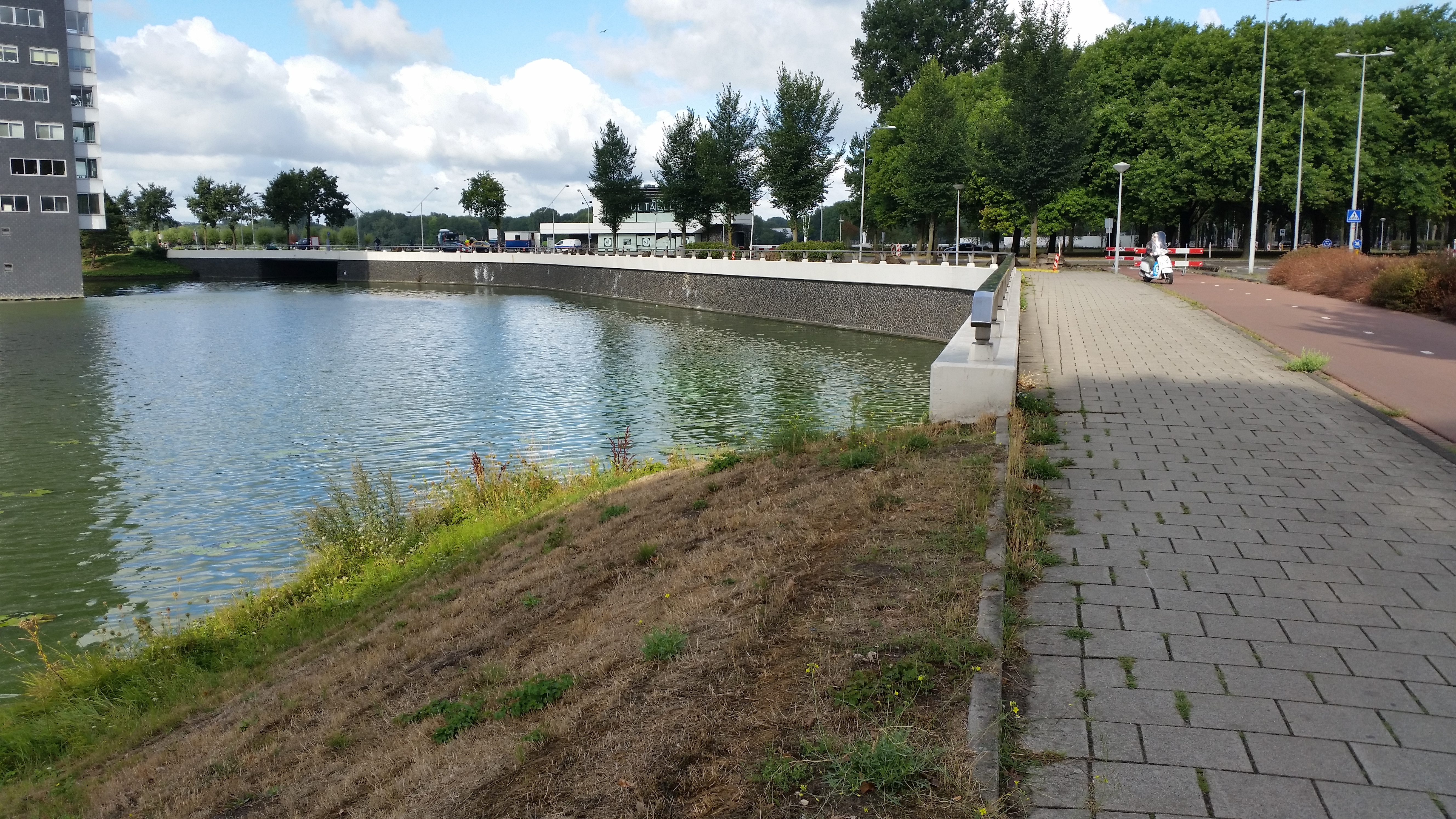
Kadewand tussen brug 606 op de voorgrond en brug 607 op de achtergrond.

<<< · 600 · 601 · 602 · 603 · 604 · 605 · 606 · 607 · 608 · 609 · 610 · 611 · 612 · 613 · 614 · 615 · 616 · 617 · 618 · 619 · 620 · 621 · 622 · 623 · 624 · 626 · 627 · 628 · 629 · 630 · 631 · 632 · 633 · 634 · 635 · 636 · 637 · 638 · 639 · 643 · 651 · 652 · 653 · 655 · 656 · 657 · 658 · 659 · 660 · 661 · 662 · 663 · 664 · 665 · 666 · 667 · 668 · 669 · 670 · 671 · 673 · 674 · 675 · 676 · 677 · 678 · 679 · 681 · 682 · 683 · 684 · 685 · 687 · 688 · 689 · 690 · 691 · 692 · 695 · 696 · 699 · >>>
Verdwenen brugnummers: 625 (afgebroken brug Sam van Houtenstraat), 640, 644, 645, 646, 647, 648, 650, 672 (duiker Cornelis Lelylaan, Rembrandtpark), 694, 698.
Nooit gebouwd: 649, 680 (nooit gebouwde brug Sloterplas).
Brugnummers 641, 642, 654, 686, 693, 694 en 697 zijn onbekend.